# 克雷森塔谷高中
克雷森塔谷高中是一所位于美国加利福尼亚州拉克雷森塔-蒙特罗斯的高中。该校有学生约2500名。这所学校服务于北格伦代尔、未建制的拉克雷森塔和蒙特罗斯，以及拉肯亚达-弗林楚奇市西部边界的一个社区。
克雷森塔谷高中于2000年获得国家蓝丝带学校奖，并于2005年获得加州杰出学校奖。该校还于 2005 年获得洛杉矶县颁发的Bravo艺术卓越奖。
克雷森塔谷高中于2019年再次被加州教育部授予加州杰出学校艺术教育奖、体育活动奖和营养示范奖。  2012年，该学校一名15岁的男学生跳楼自杀后，该校成为头条新闻。 